# Terremoto delle Isole Andamane del 2009
Il terremoto delle Isole Andamane del 2009 è stato un evento sismico di 7,6 magnitudo momento verificatosi l'11 agosto 2009 alle ore 01:25 locali (10 agosto, 19:55 UTC) nelle Isole Andamane.
È stato il terremoto più forte che si sia verificato in questa zona in tempi più recenti di quello che causò il maremoto dell'oceano Indiano nel 2004. L'epicentro venne localizzato 260 km a nord di Port Blair, e la scossa fu percepita nel sud-est dell'India, in Bangladesh, in Birmania e in Thailandia.
Il Pacific Tsunami Warning Center lanciò l'allarme tsunami in questi paesi, ma poco dopo lo ritirò. Non ci furono vittime o feriti, anche se furono registrati gravi danni alle strutture.
Contemporaneamente, la Prefettura di Shizuoka, in Giappone, fu colpita da un forte terremoto di magnitudo 6,4.